# Kaypro IV
Kaypro IV је био преносиви рачунар фирме Kaypro који је почео да се производи у Сједињеним Америчким Државама током 1983. године.
Користио је Z80 микропроцесорску јединицу а RAM меморија рачунара је имала капацитет од 64 KB. 
Као оперативни систем кориштен је CP/M 2.2.

## Детаљни подаци
Детаљнији подаци о рачунару Kaypro IV су дати у табели испод.
|                       | |
| [ 1 ]                 | |
| Произвођач            | |
| Тип                   | преносиви рачунар                                                                                     |
| Меморија              | 64 KB                                                                                                 |
| Поријекло             | Сједињене Америчке Државе                                                                             |
| Година                | 1983                                                                                                  |
| Тастатура             | тастатура са пуним помаком тастера са тастерима смјера                                                |
| Процесор              | |
| Фреквенција процесора | 2,5                                                                                                   |
| RAM                   | 64 KB                                                                                                 |
| ROM                   | 2 KB                                                                                                  |
| Текст                 | 80 знакова x 24 линије (матрица знакова: 5 x 8 тачака)                                                |
| Графика               | нема                                                                                                  |
| Боја                  | уграђени 9-инчни монохроматски монитор                                                                |
| Звук                  | уграђени звучник (централни процесор управља са њиме) + тонски сигнал при додиру тастера, и један тон |
| Димензије             | 45 x 36 x 21 / 15kg                                                                                   |
| Портови               | |
| Оперативни систем     | |